# Soniaczna Dołyna
Soniaczna Dołyna (ukr. Сонячна Долина, ros. Солнечная Долина, Sołniecznaja Dolina) – wieś na Ukrainie, na Krymie, administracyjnie podporządkowana radzie miejskiej w Sudaku Republiki Autonomicznej Krymu (de iure stanowiącej integralną część państwa ukraińskiego, w 2014 anektowanej przez Rosję i odtąd funkcjonującej jako Republika Krymu). W 2001 liczyła 1431 mieszkańców, wśród których 122 wskazało jako ojczysty język ukraiński, 909 rosyjski, 362 krymskotatarski, 1 mołdawski, 1 bułgarski, 8 białoruski, 13 ormiański, a 15 inny. Według spisu ludności przeprowadzonego przez okupacyjne władze rosyjskie populacja wsi w 2014 wynosiła 1526 osób.